# ピク・デュ・ミディ
ピク・デュ・ミディ（Pic du Midi de Bigorre, "ピク・デュ・ミディ・ド・ビゴール"＝ビゴールの南の山）はピレネー山脈にあるフランス・オート＝ピレネー県の山である。海抜2,877 mである。天文台があることで知られる。

## 地名
この頂上はオック語、ガスコーニュ語で pic de Mieidia de Bigòrra と呼ばれ〈「ミディ・デ・ビゴラ山」〉、フェリブリ語では pic de mieydie de Bigorre と記した。フランス語の「ミディ」とは「南」を意味する。
古い名称は「ダリゼ山」（フランス語: montagne d'Arizes）といい、山麓のアリゼ渓谷に由来して山塊に「水」の意味が織り込まれていた。フレンチ・アルプス（英語）の伝統では山の名前に「南」をつけ、この山は〈バニェールの南の山〉（フランス語: Pic de Midi de Bagnères）、あるいは19世紀末には〈ビゴールの南の山〉（フランス語: Pic de Midi de Bigorre）と呼ばれた。
天文台の名称も、これらのことから主な観測地点の南にある山の現地名にちなんだと考えられる。

## 地理

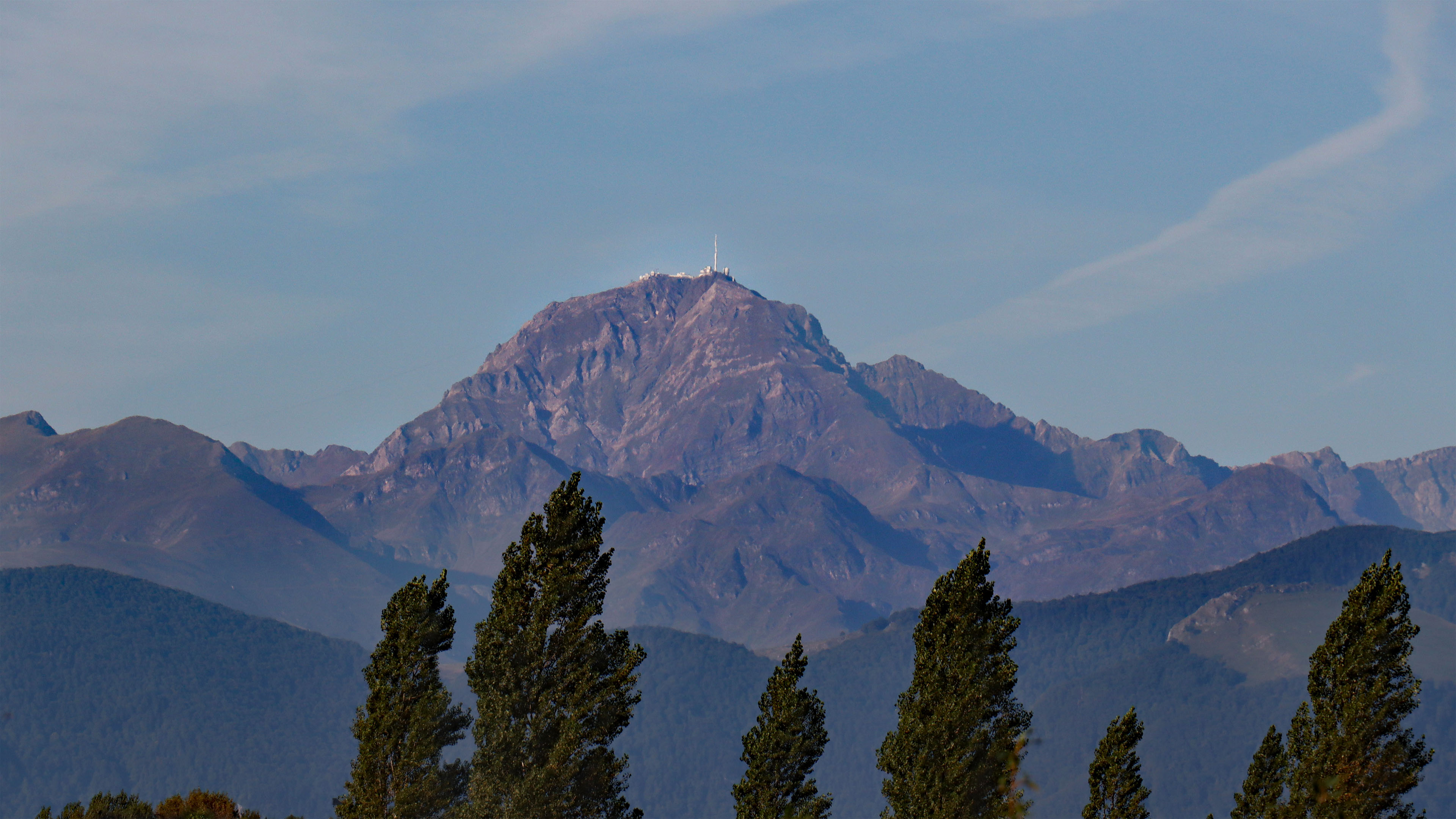
北斜面の頂上。ラヌムザン側から撮影

3Dアニメで山頂を眺める

### 地形

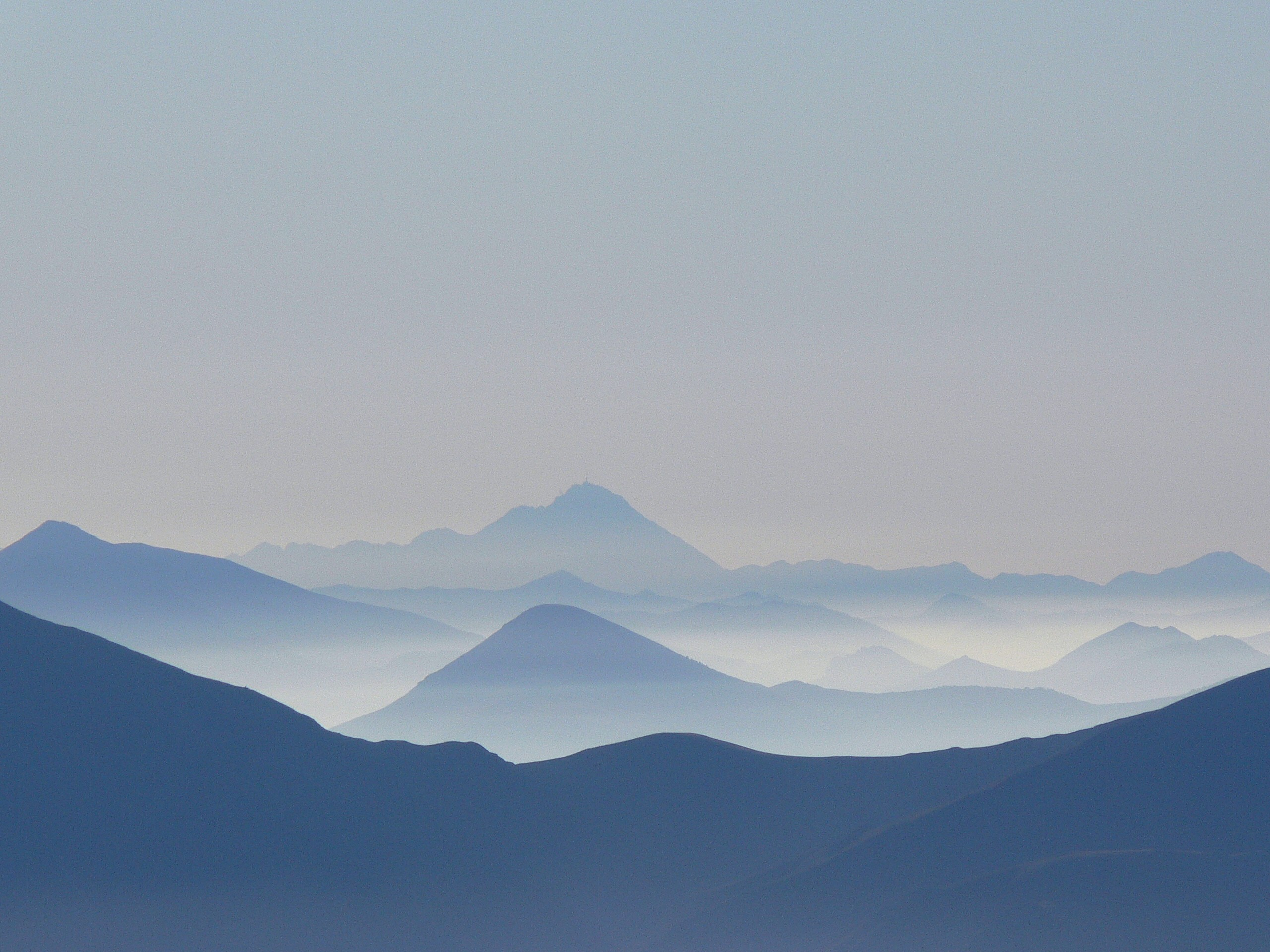
アリエージュ県側（サン・バルテルミー山）から見た山容（写真奥）。

ピレネー山脈はスペインからフランスにわたり、フランス国内のオート＝ピレネー県に伸びてセー（フランス語）のコミューンの境界をなす。この山頂は、両国にわたる峰々がはるかに遠望できる名所。フランス側はバニェール＝ド＝ビゴール、あるいは歴史を遡ると旧ビゴール郡（フランス語）に当たる。
眺望はフランス本土屈指で、晴れた日には遠くバスク海岸のビアリッツから近傍のアリエージュ県まで、あるいはピレネー山脈に連なる頂上のほとんどが視界に入る。ターベ山塊（フランス語）はサン・バルテルミー山塊、フラウ山塊、またはターベ山とも呼ばれ、フランスのピレネー山脈の孤峰である。アリエージュ川が山岳地帯から南の平野へ流れ下ろうとすると、この山塊にぶつかっておよそ30キロメートルにわたって西に流れを曲げている。視界の端から端までミディ・ドソー峰、バライトゥス山（フランス語）、ヴィニュマール、山脈の最高峰アネト山、モベルム山（フランス語）、モンヴァリエ（フランス語）、モンターニュ・ノワール（英語）の頂上をたどると、タルブやオーシュ、トゥールーズやモントーバンの町がどこにあるか想像できる。 
ピク・デュ・ミディは平地から見て山頂が近く、レバウトとビダルの三角関数の研究が行われるまで長い間、カニグー山と並ぶピレネー山脈の最高峰の1つと信じられていた。それが間違いと明らかになるのは、両者および1786年から1789年にわたるラモンド（フランス語）の気圧研究がきっかけであった。
地質
山頂の変成頁岩の露頭は北西に80–85度傾いており、場所により地層は褶曲し、雲母状あるいは古い石灰岩も見られる。地層の均一さと方向はカンブリア紀と同一である。
岩石中に黒色トルマリンと磁性黄鉄鉱の双晶が見られる。

### 気候
大気は非常に澄んでおり安定する。夏に雪が降ることもある。1980年の平均気温と降水量の記録から、その当時の気候条件がわかる。高度による熱損失を考慮すると、データはかなり大雑把である。
1874年から1875年にかけ、冬の気温が氷点下45度であったとド・ナンスティ将軍（1815年-1895年）は記録した。
2018年には霜が降りない日数が100日に至り、この観測所の記録となった。
| ピク・デュ・ミディの気象記録、標高：2883 m（1980年）の気候 | ピク・デュ・ミディの気象記録、標高：2883 m（1980年）の気候 | ピク・デュ・ミディの気象記録、標高：2883 m（1980年）の気候 | ピク・デュ・ミディの気象記録、標高：2883 m（1980年）の気候 | ピク・デュ・ミディの気象記録、標高：2883 m（1980年）の気候 | ピク・デュ・ミディの気象記録、標高：2883 m（1980年）の気候 | ピク・デュ・ミディの気象記録、標高：2883 m（1980年）の気候 | ピク・デュ・ミディの気象記録、標高：2883 m（1980年）の気候 | ピク・デュ・ミディの気象記録、標高：2883 m（1980年）の気候 | ピク・デュ・ミディの気象記録、標高：2883 m（1980年）の気候 | ピク・デュ・ミディの気象記録、標高：2883 m（1980年）の気候 | ピク・デュ・ミディの気象記録、標高：2883 m（1980年）の気候 | ピク・デュ・ミディの気象記録、標高：2883 m（1980年）の気候 | ピク・デュ・ミディの気象記録、標高：2883 m（1980年）の気候 |
| 月                                                         | 1月                                                        | 2月                                                        | 3月                                                        | 4月                                                        | 5月                                                        | 6月                                                        | 7月                                                        | 8月                                                        | 9月                                                        | 10月                                                       | 11月                                                       | 12月                                                       | 年                                                         |
| ---------------------------------------------------------- | ---------------------------------------------------------- | ---------------------------------------------------------- | ---------------------------------------------------------- | ---------------------------------------------------------- | ---------------------------------------------------------- | ---------------------------------------------------------- | ---------------------------------------------------------- | ---------------------------------------------------------- | ---------------------------------------------------------- | ---------------------------------------------------------- | ---------------------------------------------------------- | ---------------------------------------------------------- | ---------------------------------------------------------- |
| 平均最高気温 °C （°F）                                     | —                                                          | −2.3 (27.9)                                                | −4.6 (23.7)                                                | −4.5 (23.9)                                                | −1.7 (28.9)                                                | 4.2 (39.6)                                                 | 7.7 (45.9)                                                 | 11.1 (52)                                                  | 8.9 (48)                                                   | 1.5 (34.7)                                                 | −1.5 (29.3)                                                | −5.2 (22.6)                                                | 0.6 (33.1)                                                 |
| 日平均気温 °C （°F）                                       | −10.2 (13.6)                                               | −4.8 (23.4)                                                | −7.4 (18.7)                                                | −6.9 (19.6)                                                | −4.1 (24.6)                                                | 1.8 (35.2)                                                 | 5.1 (41.2)                                                 | 8.4 (47.1)                                                 | 6.1 (43)                                                   | −0.9 (30.4)                                                | −3.8 (25.2)                                                | −8.0 (17.6)                                                | −1.9 (28.6)                                                |
| 平均最低気温 °C （°F）                                     | —                                                          | −6.9 (19.6)                                                | −10.0 (14)                                                 | —                                                          | −6.5 (20.3)                                                | −0.4 (31.3)                                                | 2.1 (35.8)                                                 | 5.9 (42.6)                                                 | 3.9 (39)                                                   | −3.5 (25.7)                                                | −6.4 (20.5)                                                | −10.5 (13.1)                                               | −4.3 (24.3)                                                |
| 降水量 mm （inch）                                         | 57 (2.24)                                                  | 35 (1.38)                                                  | 139 (5.47)                                                 | 65 (2.56)                                                  | 121 (4.76)                                                 | 0 (0)                                                      | 37 (1.46)                                                  | 32 (1.26)                                                  | 34 (1.34)                                                  | 95 (3.74)                                                  | 102 (4.02)                                                 | 123 (4.84)                                                 | 840 (33.07)                                                |
| 出典：TuTiempo.net                                         |                                                            |                                                            |                                                            |                                                            |                                                            |                                                            |                                                            |                                                            |                                                            |                                                            |                                                            |                                                            |                                                            |

### 生物多様性
Armeria alpina と Geranium cinereum は1863年に注目され、その後1868年にGnaphalium supinum、Galium cespitosum、Vicia pyrenaica、Oxytropis pyrenaica、Iberis spathulata、Biscutella cichoriifolia、Gregoria vitaliana の存在が注目された。 

## 歴史
天文台の建設は1878年に始まり、8 mドームは1908年に完成して反射望遠鏡赤道儀が収められた。1946年にMr. Gentilliによって60cm反射望遠鏡が設置され、1958年には分光計が設置された。106cmの望遠鏡は1963年にNASAによって設置され、この望遠鏡はアポロ計画の準備のために月の地形の詳細の撮影に用いられた。1980年には、さらに口径の大きい口径2 mのフランス最大の望遠鏡、ベルナール・リヨ望遠鏡がシーイングを考慮して風による渦流を避ける為、山頂から28 m横にずれた位置に設置された。コロナグラフは太陽のコロナを観測する為に用いられる。1982年から60 cm望遠鏡は「T60」と呼ばれるアマチュア観測家の団体による寄付によって運用されている。
ピク・デュ・ミディ天文台は北緯42°56′、西経 0°8′に位置し、ほぼグリニッジ子午線上に位置する。
現在使用されている望遠鏡
- 55 cm 望遠鏡　Robley ドーム
- 60 cm 望遠鏡　T60 ドーム。アマチュア観測家の団体「T60」が運用
- 106 cm 望遠鏡、通称 Gentilli ドーム。太陽系の観測に貢献
- 2 m 望遠鏡、通称 Bernard Lyot 望遠鏡。新世代型の分光器を搭載
- コロナグラフ HACO-CLIMSO。コロナの観測に使用
- bezel Jean Rösch。太陽表面の観測に使用

その他
- Charvin ドーム　光電式クロノメータを格納。太陽観測に使用
- Baillaud ドーム　2000年に博物館として改装。クロノグラフの1/1模型を展示。

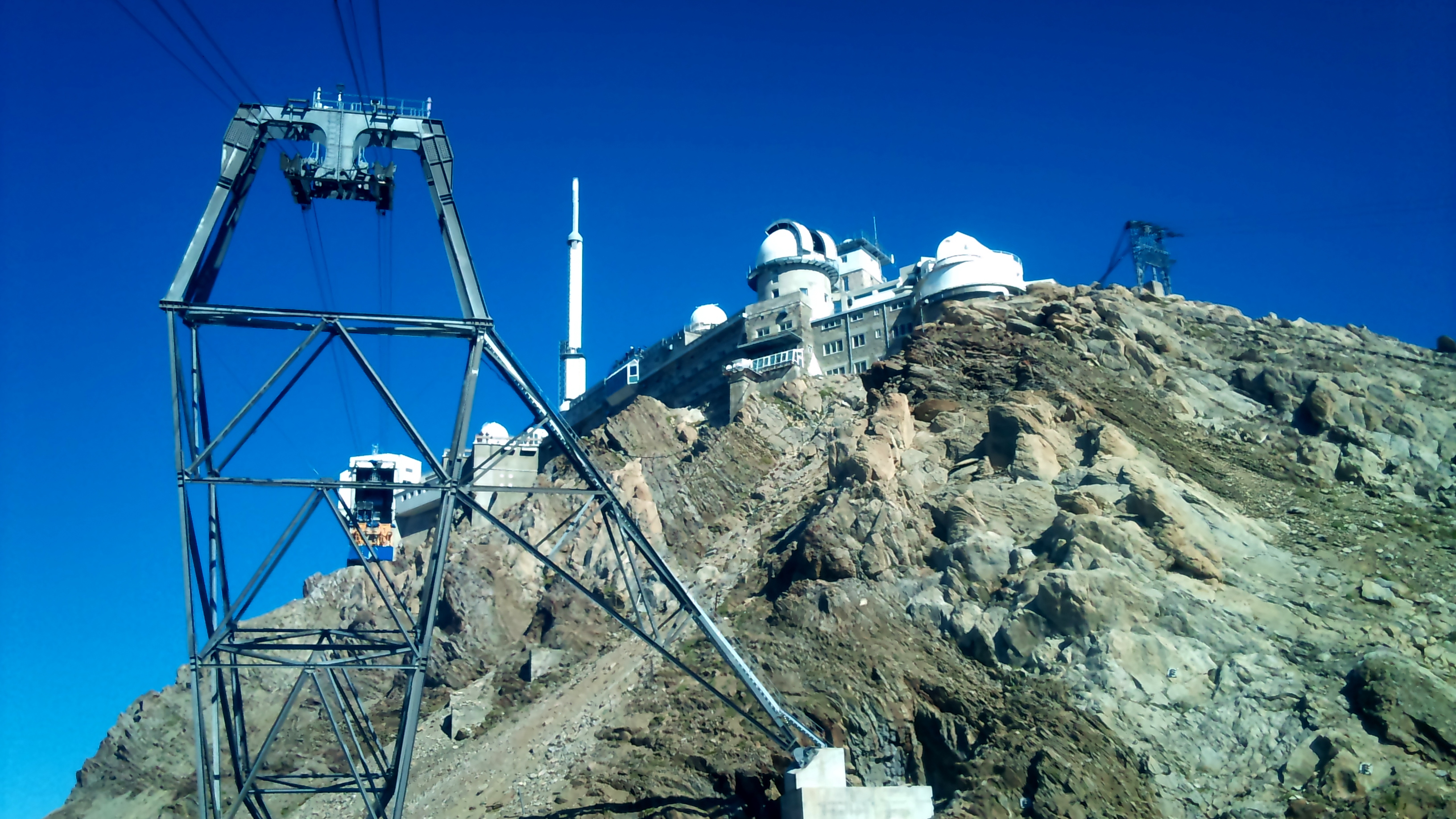
天文台
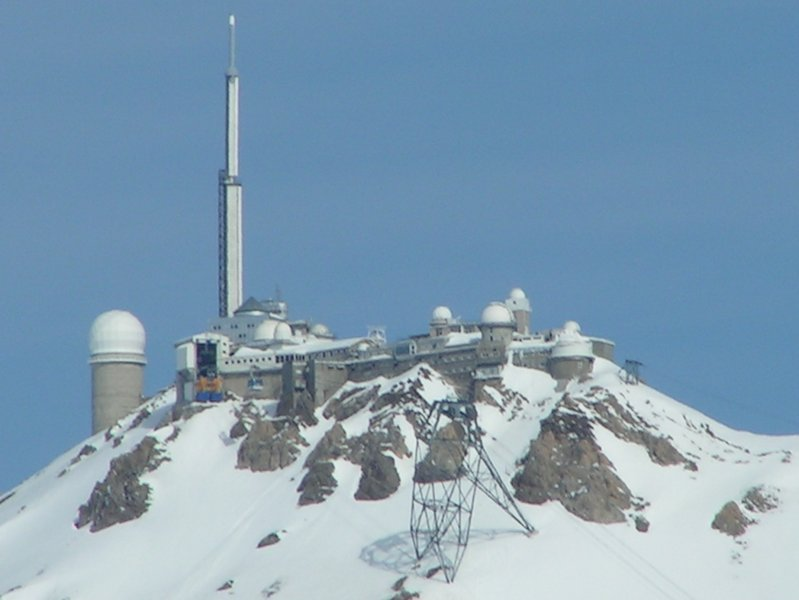
山頂の天文台（遠景）
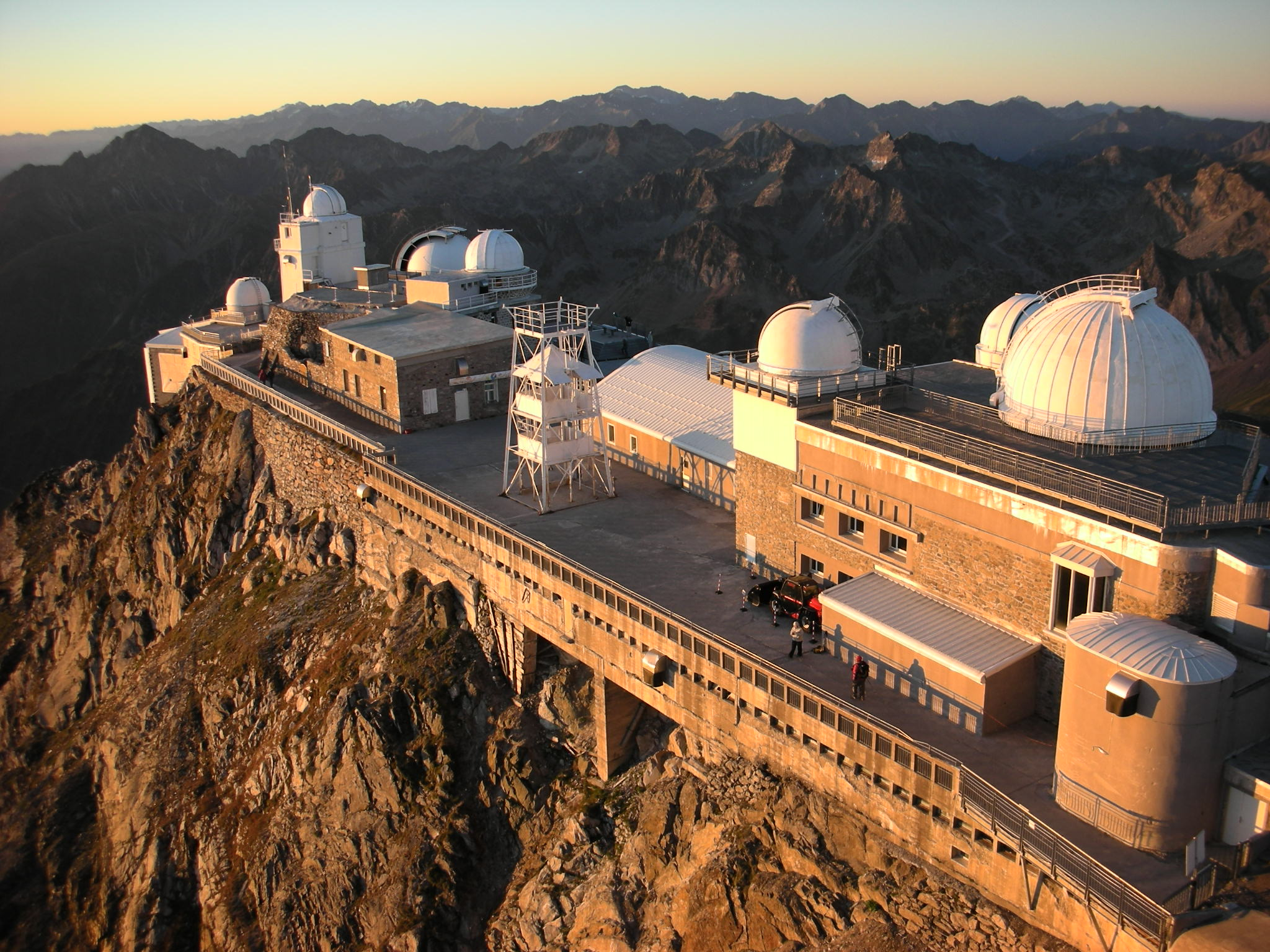
天文台全景。遠方に連なる山脈が一望できる

## 頂上へのアクセス

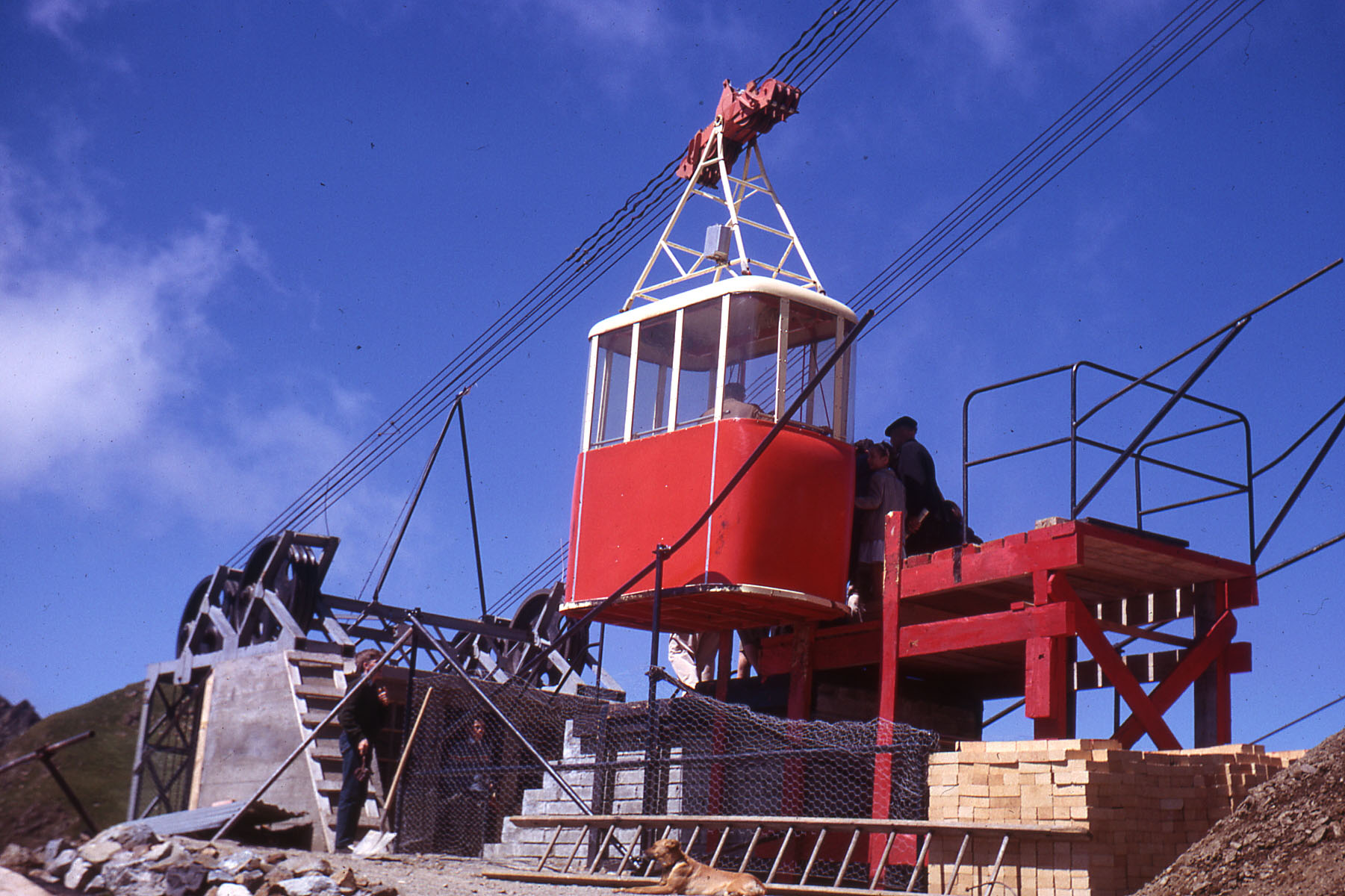
ケーブルカーの旧型のゴンドラ（1963年11月時点）

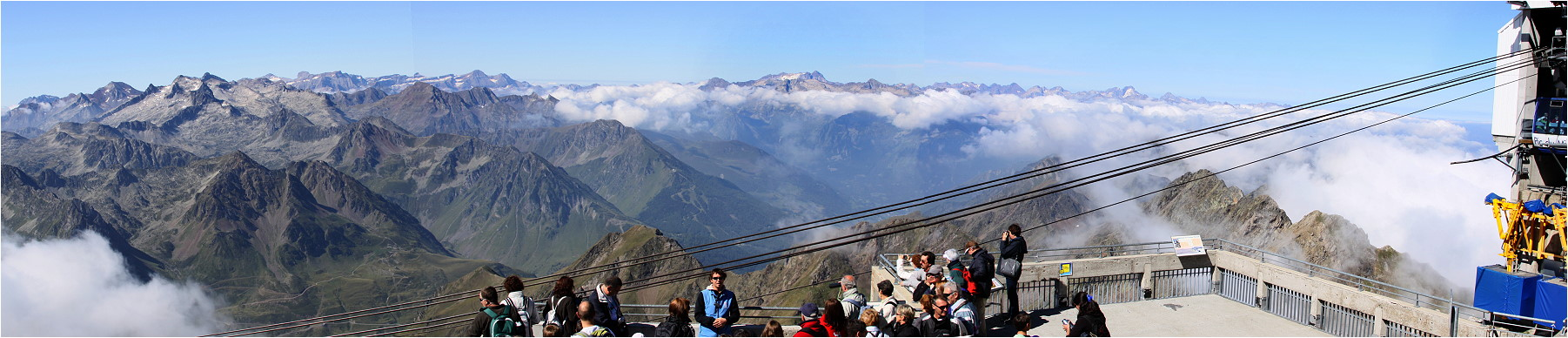
ピレネー山脈の眺望。

トゥールマレー峠から頂上に到達するには、1858年当時の所要時間は馬に乗って3時間、輿（こし）に乗って4時間かかった。 山頂付近にはすでにホテルが営業していた。
現在では、登頂は登山道、ハイキング・コースまたはラ・モンジーからケーブルカーを利用する。この路線には区間が2つある。
- 麓寄りから最初の区間＝ラ・モンジー（標高1,785 m）とタウレット（同2,341 m）間に鉄塔2基。
- 2番目の区間＝タウレットとピク・デュ・ミディ山頂（同2,872 m）間は、鉄塔は終端の駅近くに1基のみ。

最も山頂に近い鉄塔とタウレット駅間を結ぶ索道は全長2,550 m、フランスで3番目に長い。